# Robert Umfraville
 (juillet 2017).
Robert Umfraville (1363 - 1437) est un chevalier anglais.

## Origines
Fils benjamin de Thomas Umfraville, mort en 1387, il est descendant d'une famille anglo-écossaise sur le déclin, autrefois maîtresse de la ville d'Angus en Écosse. Les Umfraville sont ensuite les seigneurs de la ville de Redesdale (en).

## Carrière militaire
Robert Umfraville sert d'abord sous les ordres de Ralph Neville, 1er comte de Westmorland. Le chroniqueur John Hardyng affirme qu'il participe à la bataille d'Otterburn en 1388 contre les Écossais. En représailles, Umfraville conduit plusieurs raids en Écosse dans les années 1390. 
À partir des années 1390, Umfraville participe aux commissions royales dans le Northumberland. En 1401, il est nommé shérif du Northumberland. En 1404, il est nommé connétable du château de Berwick et l'année suivante du château de Warkworth. 
En 1402, il prend part à la bataille de Homildon Hill. Il assiste à partir de 1403 le jeune Jean de Lancastre, qui est nommé gardien des Marches. 
Apprécié par le roi Henri IV, il reçoit une rente annuelle de 40 livres. En effet, Umfraville avait aidé Neville à écraser la rébellion de Richard le Scrope à York en 1405. En 1408, Umfraville est élu à l'ordre de la Jarretière. Il assiste avec son neveu Gilbert à l'intronisation de l'évêque de Durham Thomas Langley en 1407.
En 1410, il est nommé lieutenant pour assister l'amiral de la flotte Thomas Beaufort. À ce titre, il harcèle la flotte écossaise dans le Firth of Forth. En 1411, il est nommé connétable du château de Roxburgh pour six ans. En juillet 1415, il bat les Écossais à la bataille de Yeavering. En 1417, il mène une série de pillages en Écosse avec Henry Percy.
En août 1415, il accompagne le roi Henri V lors du siège de Harfleur. Certains contemporains ont suggéré que le roi redoutait de le laisser en Angleterre parce qu'il aurait eu des liens avec les conjurés du complot de Southampton. 
Il est remercié pour ses services par le roi Henri VI en 1426. En mars 1436, il négocie une trêve avec l'Écosse : il s'agit de sa dernière apparition publique.

## Famille et succession
En 1419, il épouse une certaine Isabelle. Ils n'ont aucun enfants. Après la mort de son neveu Gilbert à la bataille de Baugé en 1421, Robert gère ses terres. 
Il meurt le 27 janvier 1437. Son épouse meurt l'année suivante. Ils sont enterrés à l'abbaye de Newminster. Robert a pour héritier son lointain cousin William Tailboys (en).

## Sources
- Chronique de John Hardyng, édition d'Henry Ellis, Londres, 1812.
- G. F. Beltz, Memorials of the most noble Order of the Garter, from its foundation to the present time. Londres, 1841.
- William Chambers, A History of Peebleshire, Edimbourg, 1861.
- Denham Tracts, édition Dr. J. Hardy, London 1892.